# Titularbistum Tremithus
Tremithus (italienisch: Tremitonte) ist ein Titularbistum der römisch-katholischen Kirche.
Es geht zurück auf einen untergegangenen Bischofssitz in der gleichnamigen antiken Stadt, die auf Zypern lag, und war der Kirchenprovinz Salamis als Suffragandiözese zugeordnet.
| Titularbischöfe von Tremithus |                                       |                                                                   |                    |                    |
| Nr.                           | Name                                  | Amt                                                               | von                | bis                |
| 1                             | Johann Andreas Seelmann               | Weihbischof in Speyer (Deutschland)                               | 1. Juni 1772       | 8. Oktober 1789    |
| 2                             | Nicola Francesco Franchi              |                                                                   | 1. Juni 1795       | 16. Juni 1805      |
| 3                             | Francesco Scipio Dondi Orologio       |                                                                   | 23. September 1805 | 18. September 1807 |
| 4                             | Ferdinand Hubertus Hamer CICM         | Apostolischer Vikar der Zentral-Mongolei und der Südwest-Mongolei | 21. Juni 1878      | 15. Juli 1900      |
| 5                             | Julian Cáceres Negrón                 | Weihbischof in Lima (Peru)                                        | 19. April 1900     | 30. März 1904      |
| 6                             | Louis-Gebriel-Xavier Jantzen MEP      | Apostolischer Vikar von Se-Ciuen (Republik China)                 | 16. Februar 1925   | 11. April 1946     |
| 7                             | Gerard Marie Franciscus van Velson OP | Apostolischer Vikar von Kroonstad (Südafrika)                     | 31. Mai 1950       | 11. Januar 1951    |
| 8                             | Réginald Duprat OP                    | emeritierter Bischof von Prince-Albert (Kanada)                   | 29. Juni 1952      | 13. Februar 1954   |
| 9                             | André-Jean-Baptiste Pioger            | Weihbischof in Sées (Frankreich)                                  | 25. Januar 1955    | 31. März 1961      |
| 10                            | Cândido Rubens Padín OSB              | Weihbischof in São Sebastião do Rio de Janeiro (Brasilien)        | 25. Juni 1962      | 3. Januar 1966     |